# Talabér Attila
Talabér Attila (Budapest, 1996. május 29. –) magyar korosztályos válogatott labdarúgó, a Rákosmente KSK játékosa.

## Pályafutása
Tagja volt a 2014-es U19-es labdarúgó-Európa-bajnokságon részvevő magyar U19-es labdarúgó-válogatottnak. A magyar U20-as labdarúgó-válogatott tagjaként részt vett a 2015-ös U20-as labdarúgó-világbajnokságon.

## Statisztika

### Klub
| Klub             | Szezon | Bajnokság | Bajnokság | Kupa  | Kupa | Ligakupa | Ligakupa | Nemzetközi | Nemzetközi | Összesen | Összesen |
| Klub             | Szezon | Mérk.     | Gól       | Mérk. | Gól  | Mérk.    | Gól      | Mérk.      | Gól        | Mérk.    | Gól      |
| ---------------- | ------ | --------- | --------- | ----- | ---- | -------- | -------- | ---------- | ---------- | -------- | -------- |
| MTK Budapest     |        |           |           |       |      |          |          |            |            |          |          |
| 2013–14          | 0      | 0         | 0         | 0     | 0    | 0        | —        | —          | 0          | 0        |          |
| 2014–15          | 0      | 0         | 0         | 0     | 4    | 0        | —        | —          | 4          | 0        |          |
| Összesen         | 0      | 0         | 0         | 0     | 4    | 0        | 0        | 0          | 4          | 0        |          |
| Karrier összesen |        | 0         | 0         | 0     | 0    | 4        | 0        | 0          | 0          | 4        | 0        |